# Hẹ
Xin xem các mục từ khác có cùng tên ở Hẹ (định hướng).

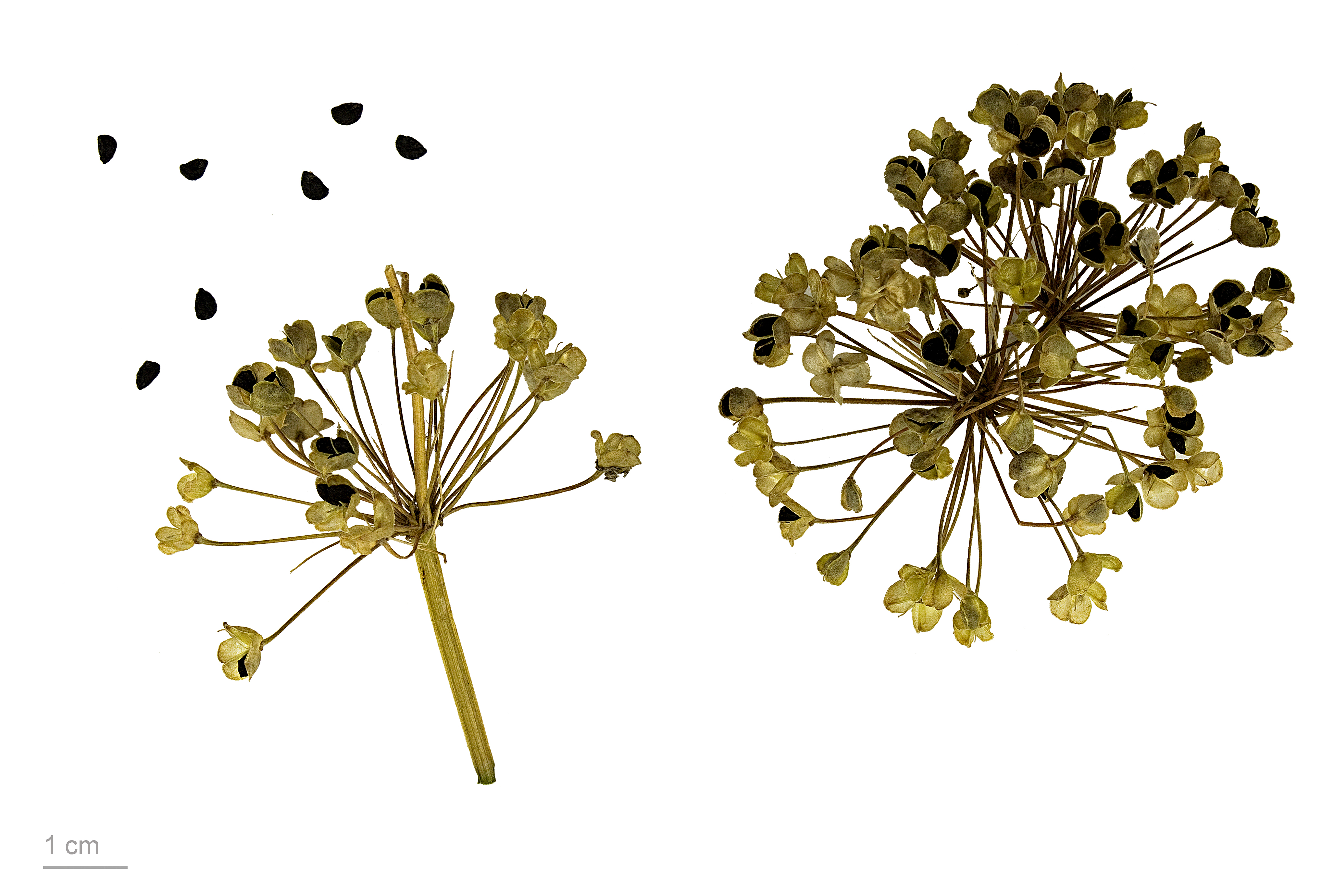
Allium tuberosum

Hẹ có tên gọi khác là cửu thái, cửu thái tử, khởi dương thảo và nhiều tên khác. Danh pháp khoa học là Allium ramosum L. (dạng hoang dã, đồng nghĩa: Allium odorum L.) hay Allium tuberosum Rottler ex Spreng. (dạng gieo trồng), thuộc họ Hành (Alliaceae). Các văn bản gần đây chỉ liệt kê nó dưới tên gọi Allium ramosum. Một số nhà thực vật học còn đặt cả các giống hoang dã và giống gieo trồng vào A. ramosum do có nhiều dạng trung gian tồn tại. Cây mọc thành từng khóm, lá dài hình kiếm giống lá cây tóc tiên (nhưng mỏng hơn lá tóc tiên), hoa có màu trắng. Mùi vị của nó là trung gian giữa tỏi và hành tăm.
Hẹ là loại rau được dùng nhiều trong các món ăn. Ngoài ra người ta còn dùng hẹ như hành hay tỏi để chữa nhiều bệnh từ thông thường đến phức tạp.

## Dược lý

### Đông y
Hẹ là thức ăn - vị thuốc có tác dụng tốt nhất về mùa xuân. Vào thời điểm này, chất lượng làm thuốc của hẹ cao hơn. Sách Nội kinh có viết: "Xuân hạ dưỡng dương", nghĩa là mùa xuân cần ăn các món ôn bổ dương khí. Hẹ nằm trong nhóm thức ăn đó. Còn Bản thảo thập di viết: "Rau hẹ là ấm nhất, có ích cho người, nên ăn thường xuyên". Sách Lễ ký viết củ hẹ trị chứng di mộng tinh, đau lưng rất công hiệu. Lá hẹ có vị cay hơi chua, hăng, tính ấm, có tác dụng trợ thận, bổ dương, ôn trung, hành khí, tán huyết, giải độc, cầm máu, tiêu đờm. Hẹ kỵ với mật ong và thịt trâu. Không nên sử dụng lâu dài và đối với những người bị các chứng âm hư hỏa vượng, vị hư có nhiệt.

### Tây y
Trong 1 kg lá hẹ có 5-10 g đạm, 5-30 g đường, 20 mg vitamin A, 89 g vitamin C, 263 mg calci, 212 mg phosphor, nhiều chất xơ.
Nếu ăn 86 g hẹ sẽ thu được 1,9 g protid, 5,1g glucid và 25 calo năng lượng. Chất xơ có tác dụng tăng tính nhạy cảm với insulin làm giảm đường huyết, giảm mỡ máu, ngừa xơ mỡ động mạch, bảo vệ tuyến tụy. Chất Odorin là một kháng sinh mạnh chống tụ cầu và các vi khuẩn khác.

### Các bài thuốc chủ yếu
- Ho khò khè ở trẻ em: Lá hẹ hấp cơm lấy nước cho trẻ uống.
- Rôm sẩy: Rễ hẹ 60g sắc nước uống.
- Cảm mạo, ho do lạnh: Hẹ 250 g, gừng tươi 25 g, cho thêm ít đường hấp chín, ăn cái, uống nước.
- Táo bón: Hạt hẹ rang vàng, giã nhỏ. Mỗi lần uống 5 g. Hòa nước sôi uống ngày 3 lần.
- Phòng táo bón, tích trệ: Hàng sáng dậy, chưa ăn sáng, uống nước hẹ giã đã lọc bã.
- Đái dầm, ỉa chảy lâu ngày ở trẻ em: Nấu cháo rễ hẹ. Rễ hẹ tươi 25 g, gạo 50 g, rễ hẹ vắt lấy nước cho vào cháo đang sôi, thêm ít đường, ăn nóng, dùng liên tục trong 10 ngày.
- Nấc do lạnh: Uống một bát nước hẹ đã giã nát và lọc bỏ bã.
- Thổ tả: Cấp cứu bằng một nắm rau hẹ giã lấy nước cốt, chưng cách thủy cho uống.
- Đau răng: Lấy 1 nắm hẹ (cả rễ) giã nhuyễn, đặt vào chỗ đau, đặt liên tục cho đến khi khỏi.
- Đau họng: Lá và củ hẹ giã đắp lên cổ, băng lại, nhai củ cải, lá húng chanh và nuốt nước.
- Suyễn (khó thở): Lá hẹ một nắm giã nát, lấy nước uống hay sắc lên để uống.
- Sơn ăn lở loét: Lá hẹ giã nát đắp lên chỗ tổn thương.
- Ghẻ: Lá hẹ 50 g, rau cần 30 g, giã nát đắp lên chỗ tổn thương. Ngày 2 lần.
- Giun kim: Rễ hẹ giã lấy nước cho uống.
- Thối tai (Viêm tai giữa): Lá hẹ 1 nắm rửa kỹ, giã nhuyễn lấy nước nhỏ vào tai cho đến khi khỏi. Còn dùng cho trường hợp kiến, muỗi bò vào tai.
- Trĩ sưng đau: Một nắm to lá hẹ cho vào nồi đất cùng với nước, dùng lá chuối bịt kín nồi, đun đến khi sôi thì nhấc xuống, chọc một lỗ thủng trên lá chuối cho hơi bay lên để xông trĩ. Khi thấy hết hơi bay lên thì đổ hẹ ra chậu ngâm rửa hậu môn. Còn có cách giã nhuyễn lá hẹ cho vào chậu, rồi ngồi và để trực tiếp trĩ lên lá hẹ.
- Thoát giang (lòi dom): Một nắm lá hẹ giã nhỏ trộn dấm, đảo nóng: Dùng 2 miếng vải sô sạch gói hẹ để chườm và chấm hậu môn thay đổi lẫn nhau.
- Càng cua chín mé (nhiễm trùng sưng tấy đầu móng tay): Hẹ dùng cả củ và rễ, giã nát, xào rượu chườm, bó, băng lại. Thay băng nhiều lần.
- Tâm hãn (mồ hôi ra không ngớt, chỉ khu trú ở vùng ngực): Dùng 49 cây hẹ cả gốc rửa sạch, đổ vào 2 bát nước, nấu còn 1 bát, uống liên tục nhiều ngày cho đến khi khỏi.
- Viêm loét dạ dày thể hàn, đau vùng thượng vị, buồn nôn hoặc nôn do lạnh: Lá hẹ 250 g, gừng tươi 25 g. Tất cả thái vụn, giã nát, lọc lấy nước đổ vào nồi cùng với 250 g sữa bò. Đun nhỏ lửa cho đến khi sôi, uống nóng.
- Đái tháo đường: Củ hẹ 150 g, thịt sò 100 g. Nấu chín, nêm gia vị. Ăn thường xuyên. Trường hợp ra mồ hôi trộm (âm hư tự hãn) dùng món này cũng tốt.
- Gan đọng mỡ ở người béo phì: Hải đới 100 g ngâm nước cho nở, cắt sợi. Lá hẹ 200 g cắt đoạn dài, cùng nhúng nước sau 5 phút vớt ra. Cho tỏi giã nhuyễn, dấm, dầu vừng, tương và một ít đường trộn đều. Ăn hàng ngày và kéo dài trong một tháng.
- Lỵ amíp: Nấu canh hẹ cá diếc (ngày một con), ăn cái uống nước, dùng trong 1 tuần.
- Ung thư thực quản: Nên dùng nước rau hẹ pha với sữa.
- Bế kinh:

1. Hạt hẹ 10g, hạt dành dành 10 g, sắc nước uống ngày 2 lần.
2. Lá hẹ 250g giã lấy nước hòa với đường đỏ, đun sôi để uống.

- Di mộng tinh, xuất tinh sớm, liệt dương: 0,5 kg lá hẹ tươi giã lấy nước, uống ngày 2 lần trong một tuần.
- Chữa đi tiểu nhiều lần: Lá hẹ, cây tơ hồng xanh, ngũ vị tử, phúc bồn tử, câu kỷ tử, nữ trinh tử. Lượng bằng nhau. Phơi khô tán bột, mỗi lần uống 6 g. Ngày uống 2 lần với nước ấm.
- Lá hẹ 30 g, phúc bồn tử 1,5 g, dây tơ hồng xanh 20 g. Sấy khô tán bột hoàn viên. Dùng mỗi lần 3 g, ngày 3 lần.
- Cung đình hồi xuân tửu: Hạt hẹ 20 g, câu kỷ 30 g, ba kích 15 g, hồng sâm 20 g, lộc nhung lát 10 g, đường phèn 200 g, rượu trắng 200 g. Ngâm nửa tháng trở ra thì dùng được.

Trong các sách y học nói chung và Nam dược thần hiệu của Tuệ Tĩnh nói riêng còn nhiều bài thuốc dùng hẹ. Tuy nhiên, vẫn có một số vấn đề chưa được kiểm chứng khoa học, ví dụ: chữa đau ngực như dùi đâm, chó dại cắn, sản hậu bất tỉnh v.v.
Trong Thiên kim tập ký có kể lại chuyện: Thiên hoàng tự nhiên bị nấc suốt ngày. Các ngự y đã đến khám và sau đó thiên hoàng khỏi bệnh chỉ bằng bài thuốc dùng nước hẹ pha rượu hùng hoàng.

## Ẩm thực
- Bánh nhân hẹ: Lá hẹ 200 g, đậu phụ 100 g, bột mì 500 g, miến 50 g ngâm cắt vụn, rau hẹ thái nhỏ, đậu thái quân cờ. Xào khô già với nước tương, muối, bột ngọt, hành, gừng, dầu vừng trộn đều viên làm nhân. Bột mì nhồi làm viên rồi cán mỏng, bọc nhân chưng chín.
- Các món xào
  - Hẹ 200 g cắt đoạn dài, xào với giá đậu xanh.
  - Hẹ xào tôm nõn tươi: Lá hẹ 200 g, tôm nõn 200 g, xào ăn.
  - Hẹ xào gan dê: Lá hẹ 150 g, gan dê 150 g. Có tác dụng làm sáng mắt.
  - Hẹ xào lươn: Lươn 500 g lọc bỏ xương, cắt đoạn xào qua, thêm gia vị, gừng, tỏi và nước, vừa cạn cho thêm 300 g lá hẹ cắt đoạn, xào thêm 5 phút. Ăn nóng.
  - Hẹ xào: Hẹ 240 g, hồ đào nhục (quả óc chó) 60 g. Xào với dầu vừng và ít muối. Ăn ngày 1 lần lúc đói hoặc vào bữa cơm trong 2 tuần đến 1 tháng. Còn dùng chữa táo bón, đau lưng, gối, tiểu tiện luôn, nữ giới bị khí hư, lãnh cảm.
- Món canh: người miền tây nam bộ có món canh hẹ với hến.
- Các món cháo
  - Cháo hẹ: Hẹ 20 g, gạo 90 g. Nấu cháo ăn nóng ngày 2 lần. Còn dùng chữa đau lưng, gối mỏi, ăn uống kém, phân sống nát, chân tay lạnh; nữ giới bị đới hạ, lãnh cảm.
  - Cháo hạt hẹ: Hạt hẹ (xào chín) 15 g, gạo tẻ 50 g, ăn hàng ngày.

## Trồng
Cây hẹ dễ trồng và ít phải chăm sóc, gieo một lần có thể thu hoạch nhiều lần, cây phát triển xanh tốt quanh năm, vừa cho lá để ăn vừa có thể dùng làm thuốc những khi cần thiết.

## Thành ngữ
- | “ | Rối như canh hẹ | ” |